# Giovanni Boldù

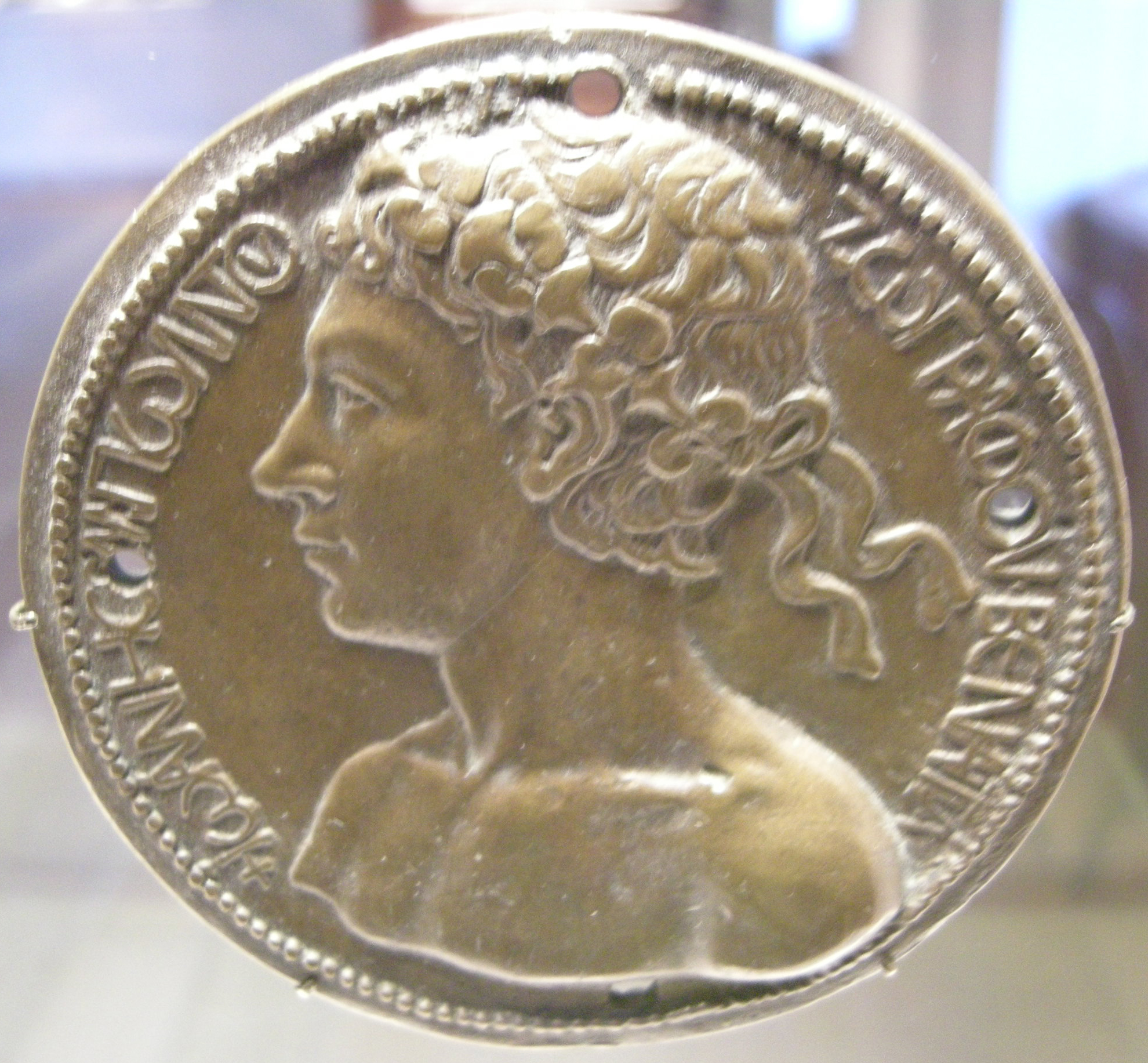
Selbstporträt

Giovanni Boldù (nachweisbar von 1454 bis 1475 in Venedig) war ein italienischer Medailleur und Maler.
Giovanni Boldù wird in den Jahren 1454 bis 1475 mehrfach in venezianischen Akten erwähnt. Über seine Herkunft und Ausbildung ist nichts bekannt. Aus den Jahren 1457 und 1458 haben sich mehrere signierte Medaillen erhalten, deren Porträtköpfe stilistisch an die Medaillenporträts des Antonio Pisano, gen. Pisanello erinnern. Für die Rückseiten seiner Medaillen orientierte er sich an antike Vorbilder, vorwiegend an Darstellungen auf Gemmen. Er ist vermutlich noch vor 1477 verstorben.
Er signierte seine Medaillen mit vollen Namen und bezeichnete sich dabei als Maler: „OPUS JOANIS BOLDUS PICTORIS VENETI“. Bisher war es der Forschung nicht möglich, ihm Gemälde oder Zeichnungen zuzuweisen.